# Puig Rodó (Verges)
El Puig Rodó és una muntanya de 45 metres que es troba al municipi de Verges, a la comarca catalana del Baix Empordà.